# Phidippus majumderi
Phidippus majumderi là một loài nhện trong họ Salticidae.
Loài này thuộc chi Phidippus. Phidippus majumderi được Biswamoy Biswas miêu tả năm 1999.